# Castianeira albivulvae
Castianeira albivulvae är en spindelart som beskrevs av Cândido Firmino de Mello-Leitão 1922. 
Castianeira albivulvae ingår i släktet Castianeira och familjen flinkspindlar. Inga underarter finns listade.